# Southern Accents
Southern Accents es el sexto álbum de estudio del grupo estadounidense Tom Petty and the Heartbreakers, publicado por la compañía discográfica Backstreet Records en noviembre de 1982. 
Las sesiones de grabación dieron lugar a ciertas tensiones entre los miembros de la banda, dado que cada uno tenía una visión diferente para el álbum. Originalmente concebido como un álbum conceptual, la temática de Southern Accents cambió debido a la inclusión de tres canciones coescritas por Stewart, en sustitución de otras tres que fueron desechadas. Varias canciones eliminadas de la lista original de canciones fueron «Trailer», «Big Boss Man», «Crackin' Up», «The Image of Me» y «The Apartment Song». Estas canciones fueron finalmente publicadas diez años después en la caja recopilatoria Playback, con otras tomas alternativas, caras B de sencillos y rarezas del grupo. Durante la mezcla de la primera canción, «Rebels», Petty se frustró y golpeó una pared, lo cual provocó que se fracturara la mano izquierda. 
El primer sencillo del álbum, «Don't Come Around Here No More», cuyo video musical incluyó imaginería de Alicia en el país de las maravillas, fue coescrita por David A. Stewart de Eurythmics y alcanzó el puesto trece en la lista estadounidense Billboard Hot 100. Por otra parte, «Southern Accents» fue posteriormente versionada por Johnny Cash en su álbum de 1996 Unchained, en el cual participaron varios miembros de The Heartbreakers.

## Lista de canciones
Todas las canciones escritas y compuestas por Tom Petty. 
| N.º | Título                             | Escritor(es)             | Duración |  |
| 1.  | «Rebels»                           |                          | 5:21     |  |
| 2.  | «It Ain't Nothin' to Me»           | Tom Petty, Dave Stewart  | 5:12     |  |
| 3.  | «Don't Come Around Here No More»   | Tom Petty, David Stewart | 5:07     |  |
| 4.  | «Southern Accents»                 |                          | 4:44     |  |
| 5.  | «Make It Better (Forget About Me)» | Tom Petty, David Stewart | 4:23     |  |
| 6.  | «Spike»                            |                          | 3:32     |  |
| 7.  | «Dogs on the Run»                  | Tom Petty, Mike Campbell | 3:40     |  |
| 8.  | «Mary's New Car»                   |                          | 3:47     |  |
| 9.  | «The Best of Everything»           |                          | 4:03     |  |

## Personal
| Tom Petty & The Heartbreakers - Tom Petty: voz, guitarra, piano, teclados, percusión y bajo - Mike Campbell: guitarra, bajo, dobro, teclados y guitarra slide - Benmont Tench: piano, teclados, vibráfono y coros - Stan Lynch: batería, percusión, teclados y coros - Howie Epstein: bajo y coros Otros músicos - William Bergman: saxofón tenor, efectos de sonido y coros - John Berry, Jr.: trompeta, trompa y efectos de sonido - Ron Blair: bajo - Dick Braun: trompeta, efectos de sonido y coros - Sharon Celani: coros - Jim Coile: saxofón tenor, efectos de sonido y coros - Malcolm Duncan: saxofón - Molly Duncan: saxofón - Dean Garcia: bajo - Bobbye Hall: percusión - Jerry Hey: trompa - Garth Hudson: teclados - Clydene Jackson: coros - Phil Jones: percusión - Martin Jourard: saxofón - Jim Keltner: percusión - Richard Manuel: coros - Marilyn Martin: coros - Kurt McGettrick: trompa, efectos de sonido y coros - Jack Nitzsche: orquestación - Dave Plews: trompa - Daniel Rothmuller: clarinete y chelo - Greg Smith: trompa, saxofón barítono y coros - Stephanie Spruill: coros | Equipo técnico - David A. Stewart: productor musical - David Bianco: ingeniero de sonido - Steve Breitborde: fotografía - Joel Fein: ingeniero - Winslow Homer: diseño artístico - Jimmy Iovine: productor - Dennis Keeley: fotografía - Stephen Marcussen: masterización - Robbie Robertson: productor - Don Smith: ingeniero y mezclas - Steele Works: diseño de portada - Tommy Steele: diseño artístico y de portada - Alan "Bugs" Weidel: ingeniero - Shelly Yakus: ingeniero y mezclas |

## Posición en listas
| País           | Lista                   | Posición |
| -------------- | ----------------------- | -------- |
| Estados Unidos | Billboard 200           | 7        |
| Nueva Zelanda  | New Zealand Music Chart | 25       |
| Reino Unido    | UK Albums Chart         | 23       |
| Suecia         | Swedish Albums Chart    | 10       |